# Copa Libertadores da América de 1987
A Taça Libertadores da América de 1987 foi a 28.ª edição da competição sul-americana organizada pela CONMEBOL. Participaram vinte e um clubes de dez países: Argentina, Bolívia, Brasil, Chile, Colômbia, Equador, Paraguai, Peru, Uruguai e Venezuela. O torneio começou em 6 de março e encerrou-se em 31 de outubro de 1987.
O campeão foi o Peñarol, do Uruguai, ao vencer o América de Cali, da Colômbia, no Estádio Nacional, em Santiago, pelo placar de 1 a 0 na prorrogação, no terceiro jogo. É o quinto título do Peñarol na competição.
O Peñarol venceu o América de Cáli com o gol marcado por Diego Aguirre no último minuto da prorrogação, na terceira partida.

## Regulamento[2]
Fase de grupos: 5 grupos de 4 clubes cada, disputa em 2 turnos dentro de cada grupo, classifica-se apenas 1 por grupo.
Fase semifinal: 2 grupos de 3 clubes cada (os 5 classificados da 1ª fase mais o River Plate, campeão do ano anterior), disputa em dois turnos dentro de cada grupo, classifica-se apenas 1 por grupo.
Fase final: 2 clubes, disputa em "melhor de três", terceiro jogo em campo neutro, se necessário.

## Equipes classificadas
| País                               | Equipe                                    | Classificação |
| ---------------------------------- | ----------------------------------------- | --- |
| Argentina 2 vagas + último campeão | River Plate Rosário Central Independiente | Campeão da Copa Libertadores da América de 1986 Campeão do Campeonato da Primeira Divisão de 1986-87 Vencedor da Liguilla Pré-Libertadores da América de 1987 |
| Bolivia 2 vagas                    | The Strongest Oriente Petrolero           | Campeão do Campeonato da Primeira Divisão de 1986 Vice-campeão do Campeonato da Primeira Divisão de 1986                                                      |
| Brasil 2 vagas                     | São Paulo Guarani                         | Campeão do Campeonato Brasileiro de 1986 Vice-campeão do Campeonato Brasileiro de 1986                                                                        |
| Chile 2 vagas                      | Colo-Colo Cobreloa                        | Campeão do Campeonato da Primeira Divisão de 1986 Vencedor da La Liguilla Pré-Libertadores da América de 1986                                                 |
| Colômbia 2 vagas                   | América de Cali Deportivo Cali            | Campeão do Campeonato Colombiano de 1986 Vice-campeão do Campeonato Colombiano de 1986                                                                        |
| Equador 2 vagas                    | El Nacional Barcelona                     | Campeão do Campeonato Equatoriano de 1986 Vice-campeão do Campeonato Equatoriano de 1986                                                                      |
| Paraguai 2 vagas                   | Sol de América Olimpia                    | Campeão do Campeonato Paraguaio de 1986 Vice-campeão do Campeonato Paraguaio de 1986                                                                          |
| Peru 2 vagas                       | San Agustín Alianza Lima                  | Campeão do Campeonato Descentralizado de 1986 Vice-campeão do Campeonato Descentralizado de 1986                                                              |
| Uruguai 2 vagas                    | Peñarol Progreso                          | Campeão da Liguilla Pré-Libertadores da América de 1986 Vice-campeão da Liguilla Pré-Libertadores da América de 1986                                          |
| Venezuela 2 vagas                  | Deportivo Táchira Estudiantes de Mérida   | Campeão do Campeonato da Primeira Divisão Venezuelana de 1986 Vice-campeão do Campeonato da Primeira Divisão Venezuelana de 1986                              |

## Fase de grupos
O River Plate, da Argentina, campeão da Taça Libertadores da América de 1986, avançou direto para as semifinais.
- Time em verde classificou-se as semifinais

### Grupo 1
| Time                  | Pts | J | V | E | D | GP | GC | SG  |
| --------------------- | --- | - | - | - | - | -- | -- | --- |
| Independiente         | 9   | 6 | 4 | 1 | 1 | 13 | 4  | 9   |
| Rosario Central       | 8   | 6 | 3 | 2 | 1 | 12 | 7  | 5   |
| Deportivo Táchira     | 7   | 6 | 3 | 1 | 2 | 11 | 12 | -1  |
| Estudiantes de Mérida | 0   | 6 | 0 | 0 | 6 | 4  | 17 | -13 |

| 18 de julho, 1987     |     |                       |  |               |
| Estudiantes de Mérida | 0–3 | Rosario Central       |  | Mérida        |
| 19 de julho, 1987     |     |                       |  |               |
| Unión Atl. Táchira    | 3–2 | Independiente         |  | San Cristóbal |
| 22 de julho, 1987     |     |                       |  |               |
| Unión Atl. Táchira    | 0–0 | Rosario Central       |  | San Cristóbal |
| Estudiantes de Mérida | 0–1 | Independiente         |  | Mérida        |
| 26 de julho, 1987     |     |                       |  |               |
| Unión Atl. Táchira    | 3–2 | Estudiantes de Mérida |  | San Cristóbal |
| 1 de agosto, 1987     |     |                       |  |               |
| Rosario Central       | 0–0 | Independiente         |  | Rosário       |
| 4 de agosto, 1987     |     |                       |  |               |
| Independiente         | 2–0 | Estudiantes de Mérida |  | Avellaneda    |
| 5 de agosto, 1987     |     |                       |  |               |
| Rosario Central       | 3–2 | Unión Atl. Táchira    |  | Rosário       |
| 8 de agosto, 1987     |     |                       |  |               |
| Rosario Central       | 5–2 | Estudiantes de Mérida |  | Rosário       |
| 9 de agosto, 1987     |     |                       |  |               |
| Independiente         | 5–0 | Unión Atl. Táchira    |  | Avellaneda    |
| 16 de agosto, 1987    |     |                       |  |               |
| Independiente         | 3–2 | Rosario Central       |  | Avellaneda    |
| Estudiantes de Mérida | 0–3 | Unión Atl. Táchira    |  | Mérida        |

### Grupo 2
| Time              | Pts | J | V | E | D | GP | GC | SG |
| ----------------- | --- | - | - | - | - | -- | -- | -- |
| América de Cali   | 8   | 6 | 3 | 2 | 1 | 13 | 5  | 8  |
| Deportivo Cali    | 8   | 6 | 4 | 0 | 2 | 13 | 5  | 8  |
| The Strongest     | 5   | 6 | 2 | 1 | 3 | 7  | 16 | -9 |
| Oriente Petrolero | 3   | 6 | 1 | 1 | 4 | 7  | 14 | -7 |

| 7 de maio, 1987   |               |                   |  |            |
| América de Cali   | 1–0           | Deportivo Cali    |  | Cali       |
| The Strongest     | 3–2           | Oriente Petrolero |  | La Paz     |
| 12 de maio, 1987  |               |                   |  |            |
| The Strongest     | 2–1           | Deportivo Cali    |  | La Paz     |
| 15 de maio, 1987  |               |                   |  |            |
| Oriente Petrolero | 0–1           | Deportivo Cali    |  | Santa Cruz |
| 19 de maio, 1987  |               |                   |  |            |
| The Strongest     | 1–1           | América de Cali   |  | La Paz     |
| 22 de maio, 1987  |               |                   |  |            |
| Oriente Petrolero | 1–1           | América de Cali   |  | Santa Cruz |
| 26 de maio, 1987  |               |                   |  |            |
| Oriente Petrolero | 2–1           | The Strongest     |  | Santa Cruz |
| Deportivo Cali    | 2–1           | América de Cali   |  | Cali       |
| 2 de junho, 1987  |               |                   |  |            |
| Deportivo Cali    | 5–1           | Oriente Petrolero |  | Cali       |
| 5 de junho, 1987  |               |                   |  |            |
| América de Cali   | 3–1           | Oriente Petrolero |  | Cali       |
| 9 de junho, 1987  |               |                   |  |            |
| Deportivo Cali    | 4–0           | The Strongest     |  | Cali       |
| 12 de junho, 1987 |               |                   |  |            |
| América de Cali   | 6–0           | The Strongest     |  | Cali       |
| Desempate         |               |                   |  |            |
| 17 de junho, 1987 |               |                   |  |            |
| América de Cali   | 0–0 (pen 4-2) | Deportivo Cali    |  | Cali       |

### Grupo 3
| Time      | Pts | J | V | E | D | GP | GC | SG |
| --------- | --- | - | - | - | - | -- | -- | -- |
| Cobreloa  | 8   | 6 | 3 | 2 | 1 | 8  | 4  | 4  |
| Colo-Colo | 7   | 6 | 2 | 3 | 1 | 6  | 4  | 2  |
| Guarani   | 5   | 6 | 1 | 3 | 2 | 6  | 8  | -2 |
| São Paulo | 4   | 6 | 1 | 2 | 3 | 9  | 13 | -4 |

| 25 de março, 1987 |     |           |  |           |
| Cobreloa          | 1–0 | Colo-Colo |  | Calama    |
| 27 de março, 1987 |     |           |  |           |
| Guarani           | 3–1 | São Paulo |  | Campinas  |
| 7 de abril, 1987  |     |           |  |           |
| Guarani           | 0–0 | Cobreloa  |  | Campinas  |
| 10 de abril, 1987 |     |           |  |           |
| São Paulo         | 2–1 | Cobreloa  |  | São Paulo |
| 5 de maio, 1987   |     |           |  |           |
| Guarani           | 0–0 | Colo-Colo |  | Campinas  |
| 8 de maio, 1987   |     |           |  |           |
| São Paulo         | 1–2 | Colo-Colo |  | São Paulo |
| 3 de junho, 1987  |     |           |  |           |
| Colo-Colo         | 0–0 | Cobreloa  |  | Santiago  |
| 4 de junho, 1987  |     |           |  |           |
| São Paulo         | 2–2 | Guarani   |  | São Paulo |
| 9 de junho, 1987  |     |           |  |           |
| Cobreloa          | 3–1 | Guarani   |  | Calama    |
| 12 de junho, 1987 |     |           |  |           |
| Colo-Colo         | 2–0 | Guarani   |  | Santiago  |
| 16 de junho, 1987 |     |           |  |           |
| Cobreloa          | 3–1 | São Paulo |  | Calama    |
| 19 de junho, 1987 |     |           |  |           |
| Colo-Colo         | 2–2 | São Paulo |  | Santiago  |

### Grupo 4
| Time           | Pts | J | V | E | D | GP | GC | SG |
| -------------- | --- | - | - | - | - | -- | -- | -- |
| Barcelona SC   | 8   | 6 | 4 | 0 | 2 | 8  | 7  | 1  |
| Olímpia        | 7   | 6 | 3 | 1 | 2 | 9  | 10 | -1 |
| El Nacional    | 6   | 6 | 3 | 0 | 3 | 12 | 7  | 5  |
| Sol de América | 3   | 6 | 1 | 1 | 4 | 7  | 12 | -5 |

| 15 de março, 1987 |     |                |  |           |
| Olímpia           | 2–1 | Sol de América |  | Assunção  |
| 22 de março, 1987 |     |                |  |           |
| El Nacional       | 2–0 | Barcelona      |  | Quito     |
| 1 de abril, 1987  |     |                |  |           |
| Olímpia           | 2–0 | El Nacional    |  | Assunção  |
| 5 de abril, 1987  |     |                |  |           |
| Sol de América    | 2–1 | El Nacional    |  | Assunção  |
| 8 de abril, 1987  |     |                |  |           |
| Sol de América    | 1–2 | Barcelona      |  | Assunção  |
| 12 de abril, 1987 |     |                |  |           |
| Olímpia           | 1–0 | Barcelona      |  | Assunção  |
| 13 de maio, 1987  |     |                |  |           |
| Barcelona         | 2–1 | El Nacional    |  | Guayaquil |
| 14 de maio, 1987  |     |                |  |           |
| Sol de América    | 2–2 | Olímpia        |  | Assunção  |
| 20 de maio, 1987  |     |                |  |           |
| El Nacional       | 4–0 | Olímpia        |  | Quito     |
| Barcelona         | 1–0 | Sol de América |  | Guayaquil |
| 24 de maio, 1987  |     |                |  |           |
| Barcelona         | 3–2 | Olímpia        |  | Guayaquil |
| El Nacional       | 4–1 | Sol de América |  | Quito     |

### Grupo 5
| Time         | Pts | J | V | E | D | GP | GC | SG |
| ------------ | --- | - | - | - | - | -- | -- | -- |
| Peñarol      | 10  | 6 | 4 | 2 | 0 | 10 | 4  | 6  |
| Alianza Lima | 6   | 6 | 2 | 2 | 2 | 4  | 4  | 0  |
| Progreso     | 5   | 6 | 1 | 3 | 2 | 7  | 7  | 0  |
| San Agustín  | 3   | 6 | 1 | 1 | 4 | 5  | 11 | -6 |

| 6 de março, 1987 |     |              |  |            |
| Peñarol          | 3–2 | Progreso     |  | Montevidéu |
| San Agustín      | 0–2 | Alianza Lima |  | Lima       |
| 12 de maio, 1987 |     |              |  |            |
| San Agustín      | 3–1 | Progreso     |  | Lima       |
| 15 de maio, 1987 |     |              |  |            |
| Alianza Lima     | 0–0 | Progreso     |  | Lima       |
| 20 de maio, 1987 |     |              |  |            |
| Alianza Lima     | 0–1 | Peñarol      |  | Lima       |
| 22 de maio, 1987 |     |              |  |            |
| San Agustín      | 1–1 | Peñarol      |  | Lima       |
| 26 de maio, 1987 |     |              |  |            |
| Progreso         | 1–1 | Peñarol      |  | Montevidéu |
| Alianza Lima     | 2–1 | San Agustín  |  | Lima       |
| 31 de maio, 1987 |     |              |  |            |
| Progreso         | 0–0 | Alianza Lima |  | Montevidéu |
| 2 de junho, 1987 |     |              |  |            |
| Peñarol          | 2–0 | Alianza Lima |  | Montevidéu |
| 6 de junho, 1987 |     |              |  |            |
| Progreso         | 3–0 | San Agustín  |  | Montevidéu |
| 9 de junho, 1987 |     |              |  |            |
| Peñarol          | 2–0 | San Agustín  |  | Montevidéu |

## Semifinais

### Grupo A
| Time            | Pts | J | V | E | D | GP | GC | SG  |
| --------------- | --- | - | - | - | - | -- | -- | --- |
| América de Cali | 6   | 4 | 2 | 2 | 0 | 9  | 3  | 6   |
| Cobreloa        | 6   | 4 | 2 | 2 | 0 | 8  | 3  | 5   |
| Barcelona SC    | 0   | 4 | 0 | 0 | 4 | 0  | 11 | -11 |

| 1 de setembro, 1987  |     |                 |  |           |
| Cobreloa             | 3–0 | Barcelona       |  | Calama    |
| 4 de setembro, 1987  |     |                 |  |           |
| Cobreloa             | 2–2 | América de Cali |  | Calama    |
| 9 de setembro, 1987  |     |                 |  |           |
| Barcelona            | 0–2 | América de Cali |  | Guayaquil |
| 15 de setembro, 1987 |     |                 |  |           |
| Barcelona            | 0–2 | Cobreloa        |  | Guayaquil |
| 18 de setembro, 1987 |     |                 |  |           |
| América de Cali      | 1–1 | Cobreloa        |  | Cali      |
| 23 de setembro, 1987 |     |                 |  |           |
| América de Cali      | 4–0 | Barcelona       |  | Cali      |

### Grupo B
| Time          | Pts | J | V | E | D | GP | GC | SG |
| ------------- | --- | - | - | - | - | -- | -- | -- |
| Peñarol       | 5   | 4 | 2 | 1 | 1 | 7  | 3  | 4  |
| River Plate   | 4   | 4 | 1 | 2 | 1 | 2  | 2  | 0  |
| Independiente | 3   | 4 | 1 | 1 | 2 | 4  | 8  | -4 |

| 26 de agosto, 1987   |     |               |  |              |
| River Plate          | 0–0 | Independiente |  | Buenos Aires |
| 2 de setembro, 1987  |     |               |  |              |
| Peñarol              | 3–0 | Independiente |  | Montevidéu   |
| 16 de setembro, 1987 |     |               |  |              |
| Peñarol              | 0–0 | River Plate   |  | Montevidéu   |
| 23 de setembro, 1987 |     |               |  |              |
| Independiente        | 2–1 | River Plate   |  | Avellaneda   |
| 30 de setembro, 1987 |     |               |  |              |
| Independiente        | 2–4 | Peñarol       |  | Avellaneda   |
| 7 de outubro, 1987   |     |               |  |              |
| River Plate          | 1–0 | Peñarol       |  | Buenos Aires |

## Finais
Jogo de ida
| 21 de outubro | América de Cali            | 2 – 0 | Peñarol | Olimpico, Cali                                   |
|               | Battaglia 8' · Cabañas 20' |       |         | Público: 65 000 Árbitro: BRA José Roberto Wright |

América de Cáli: Falcioni; Valencia, Espinosa, Aponte e Porras; Luna, Santín, Cabañas; Herrera (Alex Escobar), Gareca (Maturana) e Battaglia. Técnico: Gabriel Ochoa Uribe
Peñarol: Pereira; Domínguez (Villar), Rotti, Trasante e Herrera; Perdomo, Vidal e Matosas (Da Silva); Viera, Diego Aguirre e Cabrera. Técnico: Oscar Tabárez
Jogo de volta
| 28 de outubro | Peñarol                        | 2 – 1 | América de Cali | Centenário, Montevidéu                        |
|               | Diego Aguirre 68' · Villar 87' |       | Cabañas 19'     | Público: 60 000 Árbitro: ARG Ricardo Calabria |

Peñarol: Pereira; Rotti (Gonçalvez), Trasante, Domínguez e Herrera; Perdomo, Vidal e Da Silva; Viera, Diego Aguirre e Cabrera (Villar). Técnico: Oscar Tabárez
América de Cáli: Falcioni; Valencia, Espinosa, Aponte e Porras; Luna, Santín, Cabañas, Ortiz e (Herrera), Gareca e Battaglia. Técnico: Gabriel Ochoa Uribe
Jogo de desempate
| 31 de outubro | Peñarol            | 1 – 0 | América de Cali | Nacional, Santiago                        |
|               | Diego Aguirre 120' | [a]   |                 | Público: 25 000 Árbitro: CHI Hernán Silva |

Peñarol: Pereira; Herrera, Rotti, Trasante e Domínguez; Perdomo (Gonçalvez), Da Silva, Vidal (Villar); Viera; Cabrera e Diego Aguirre. Técnico: Oscar Tabárez
América de Cáli: Falcioni; Valencia, Espinosa, Aponte e Ampudia; Luna, Santín, Cabañas; Battaglia, Gareca (Esterilla) e Ortiz. Técnico: Gabriel Ochoa Uribe
- a. ^  O jogo terminou 0 a 0 no tempo normal e 1 a 0 na prorrogação para o Peñarol.

## Premiação
| Copa Libertadores da América de 1987 |
| ------------------------------------ |
| PEÑAROL Campeão (5º título)          |

## Classificação Geral
| Pos | Times                 | P  | J  | V | E | D | GP | GC | SG  | Resultado     |
| --- | --------------------- | -- | -- | - | - | - | -- | -- | --- | ------------- |
| 1   | Peñarol               | 19 | 13 | 8 | 3 | 2 | 20 | 10 | 10  | Campeão       |
| 2   | América de Cali       | 16 | 13 | 6 | 4 | 2 | 25 | 11 | 14  | Vice campeão  |
| 3   | Cobreloa              | 14 | 10 | 5 | 4 | 1 | 16 | 7  | 9   | Semifinal     |
| 4   | Independiente         | 12 | 10 | 5 | 2 | 3 | 17 | 12 | 5   | Semifinal     |
| 5   | Barcelona SC          | 8  | 10 | 4 | 0 | 6 | 8  | 18 | -10 | Semifinal     |
| 6   | River Plate           | 4  | 4  | 1 | 2 | 1 | 2  | 2  | 0   | Semifinal     |
| 7   | Deportivo Cali        | 8  | 6  | 4 | 0 | 2 | 13 | 5  | 8   | Primeira Fase |
| 8   | Rosario Central       | 8  | 6  | 3 | 2 | 1 | 12 | 7  | 5   | Primeira Fase |
| 9   | Colo-Colo             | 7  | 6  | 2 | 3 | 1 | 6  | 4  | 2   | Primeira Fase |
| 10  | Deportivo Táchira     | 7  | 6  | 3 | 1 | 2 | 11 | 12 | -1  | Primeira Fase |
| 11  | Olímpia               | 7  | 6  | 3 | 1 | 2 | 9  | 10 | -1  | Primeira Fase |
| 12  | El Nacional           | 6  | 6  | 3 | 0 | 3 | 12 | 7  | 5   | Primeira Fase |
| 13  | Alianza Lima          | 6  | 6  | 2 | 2 | 2 | 4  | 4  | 0   | Primeira Fase |
| 14  | Progreso              | 5  | 6  | 1 | 3 | 2 | 7  | 7  | 0   | Primeira Fase |
| 15  | Guarani               | 5  | 6  | 1 | 3 | 2 | 6  | 8  | -2  | Primeira Fase |
| 16  | The Strongest         | 5  | 6  | 2 | 1 | 3 | 7  | 16 | -9  | Primeira Fase |
| 17  | São Paulo             | 4  | 6  | 1 | 2 | 3 | 9  | 13 | -4  | Primeira Fase |
| 18  | Sol de América        | 3  | 6  | 1 | 1 | 4 | 7  | 12 | -5  | Primeira Fase |
| 19  | San Agustín           | 3  | 6  | 1 | 1 | 4 | 5  | 11 | -6  | Primeira Fase |
| 20  | Oriente Petrolero     | 3  | 6  | 1 | 1 | 4 | 7  | 14 | -7  | Primeira Fase |
| 21  | Estudiantes de Mérida | 0  | 6  | 0 | 0 | 6 | 4  | 17 | -13 | Primeira Fase |

## Artilheiro
| Pos | Jogador               | Clube           | Gols |
| --- | --------------------- | --------------- | ---- |
| 1   | Ricardo Gareca        | América de Cali | 7    |
| 2   | Juan Manuel Battaglia | América de Cali | 6    |
| 3   | Alejandro Barberón    | Independiente   | 5    |
| 3   | Diego Aguirre         | Peñarol         | 5    |
| 3   | Jorge Aravena         | Deportivo Cali  | 5    |
| 3   | Sergio Díaz           | Cobreloa        | 5    |

## Ligações Externas
- Site oficial da CONMEBOL, organizadora da Copa Libertadores, em inglês e espanhol.